# Ferran Barnet i Vallribera
Ferran Barnet i Vallribera (Barcelona, 22 de setembre de 1919 - Barcelona, 7 de maig de 2000) fou un futbolista català de la dècada del 1940.

## Trajectòria
Format a la Unió Atlètica d'Horta, va arribar al RCD Espanyol la temporada 1939-40, però l'entrenador del moment Patricio Caicedo no li donà moltes oportunitats. Aquesta temporada guanyà la Copa d'Espanya. Fou cedit dues temporades al Llevant UE, retornant a l'Espanyol la temporada 1942-43. Aquesta temporada la començà Caicedo a la banqueta però fou destituït i substituït pel tàndem Ricard Zamora-Pere Solé i Barnet tingué una més gran participació en l'equip. En total disputà 19 partits amb l'Espanyol a primera divisió.
Gran part de la seva carrera la passà a Andalusia, jugant al Jerez Deportivo, Sevilla FC 11 partits a primera divisió, al Recreativo de Huelva i al Granada CF un total de 21 partits en dues temporades.
El seu germà Vicenç Barnet i Vallribera també fou futbolista.